# Gwen de Bonneval
Pour les articles homonymes, voir Bonneval.
Gwen de Bonneval est un dessinateur et scénariste de bande dessinée né à Nantes le 9 janvier 1973.

## Biographie
Gwen de Bonneval est un descendant d'Alexandre de Bonneval. Après un bac littéraire, il suit des études d'illustration. Après des premiers travaux dans la presse jeunesse chez Spirou, il publie Samedi et Dimanche avec Fabien Vehlmann pour la collection Poisson Pilote chez Dargaud.
Il a été cofondateur et rédacteur en chef de Capsule cosmique, ainsi que l'initiateur et directeur de collection du secteur bande dessinée des Éditions Sarbacane.
Il est, avec Brüno, Cyril Pedrosa, Hervé Tanquerelle et Fabien Vehlmann, un des fondateurs de la revue de bande dessinée numérique Professeur Cyclope,.
En 2015, il est président du Grand Jury décernant les prix de la sélection officielle du Festival d'Angoulême 2015.
Il est distingué avec Fabien Vehlmann du Prix René-Goscinny 2020 du meilleur scénario pour le 1er tome de la série Le Dernier Atlas, également lauréat du meilleur album Prix ActuSF de l'uchronie 2019. Ce premier tome du Dernier Atlas ouvre une série prévue sur 3 volumes et sélectionné pour le prix du Fauve d'or au Festival d'Angoulême 2020. En 2020 paraît le deuxième volume du Dernier Atlas qui figure dans la sélection pour le Festival d'Angoulême 2021. La trilogie "Dernier Atlas" s'achève avec la publication du troisième volet en septembre 2021,
De Bonneval publie en 2024 dans la collection "Aire Libre" le 1er tome de "Philiations", où  traversé par une écoanxiété croissante il expose une narration évoquant et croisant  plusieurs épisodes de sa vie personnelle,,,,

## Œuvres
- Basile Bonjour, Delcourt, coll. Jeunesse :

1. Caroline, 2001
2. La Fièvre verte, 2002
3. Radio nouba, 2004

- Monsieur Forme, Delcourt, coll. Jeunesse, 2003.
- Gilgamesh, dessin de Frantz Duchazeau, Dargaud, coll. Poisson Pilote :

1. Le Tyran, 2004
2. Le Sage, 2005

- Vladimir sur les toits, dessin de Nicolas Hubesch, Milan, coll. Capsule cosmique, 2006.
- Messire Guillaume, dessin de Matthieu Bonhomme, Dupuis, coll. Repérages :

1. Les Contrées lointaines, 2006
2. Le Pays de vérité, 2007
3. Terre et mère, 2009
4. Intégrale I l'Esprit perdu 2010 Prix intergénérations du festival d'Angoulême 2010[18].

- Les Racontars, d'après Jørn Riel, dessin d'Hervé Tanquerelle, Sarbacane :

1. La Vierge Froide et autres racontars[19], 2009
2. Le Roi Oscar et autres racontars, 2011
3. Un petit détour et autres racontars, 2013

- Les Derniers jours d'un immortel, scénario de Fabien Vehlmann, Futuropolis, Prix de la meilleure bande dessinée de science-fiction de l’année 2010 aux Utopiales de Nantes, et prix Sheriff d'or 2010 de la librairie Esprit BD.
- Bonneval Pacha, dessin d'Hugues Micol, Dargaud :

1. L'Insoumis, 2012 ; Prix ACORAM Marine & Océans 2012 catégorie “Bande dessinée”[20].
2. Le Rénégat, 2012
3. Le Turc, 2013

- Varulf, dessin d'Hugo Piette, Gallimard, coll. Bayou :

1. La Meute[21], 2013.
2. Mon nom est Trollaukinn[21], 2013

- Adam et Elle, dessin de Michaël Sterckeman, Glénat, coll. 1000 feuilles :

1. Tome 1, 2013
2. Tome 2, 2013

- Samedi et dimanche, Intégrale, 2018, avec Fabien Vehlmann, Dargaud
- Le Dernier Atlas, coscénarisé avec Fabien Vehlmann, dessin d'Hervé Tanquerelle et Fred Blanchard (design), couleurs de Laurence Croix, Dupuis :

1. Tome 1, mars 2019
2. Tome 2, avril 2020
3. Tome 3, septembre 2021

- Philiations, Dupuis, mars 2024

## Prix
- 2010 : Prix intergénérations au festival d'Angoulême pour Messire Guillaume Intégrale I L'esprit perdu (avec Matthieu Bonhomme)[18]
- 2010 : Prix de la meilleure bande dessinée de science-fiction de l’année 2010 aux Utopiales de Nantes pour Les Derniers jours d'un immortel[22]
- 2012 : Prix ACORAM Marine & Océans 2012 catégorie “Bande dessinée” pour Bonneval Pacha, T1 L’insoumis[23].
- 2019 : meilleur album Prix ActuSF de l'uchronie 2019[7].
- 2020 : Prix René-Goscinny, avec Fabien Vehlmann, pour Le Dernier Atlas[6],[24].